# Chiostro degli Angeli

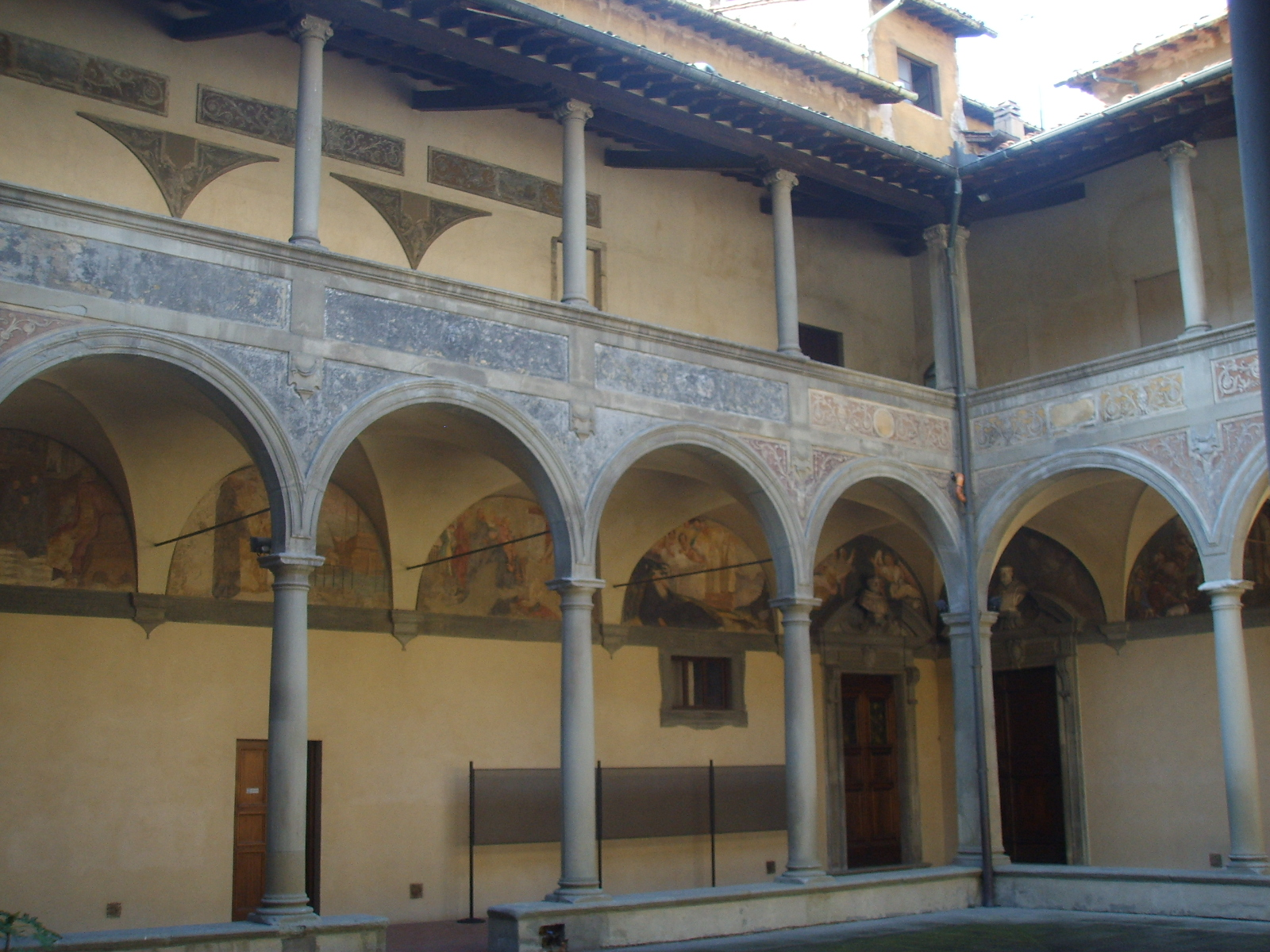
Veduta del chiostro

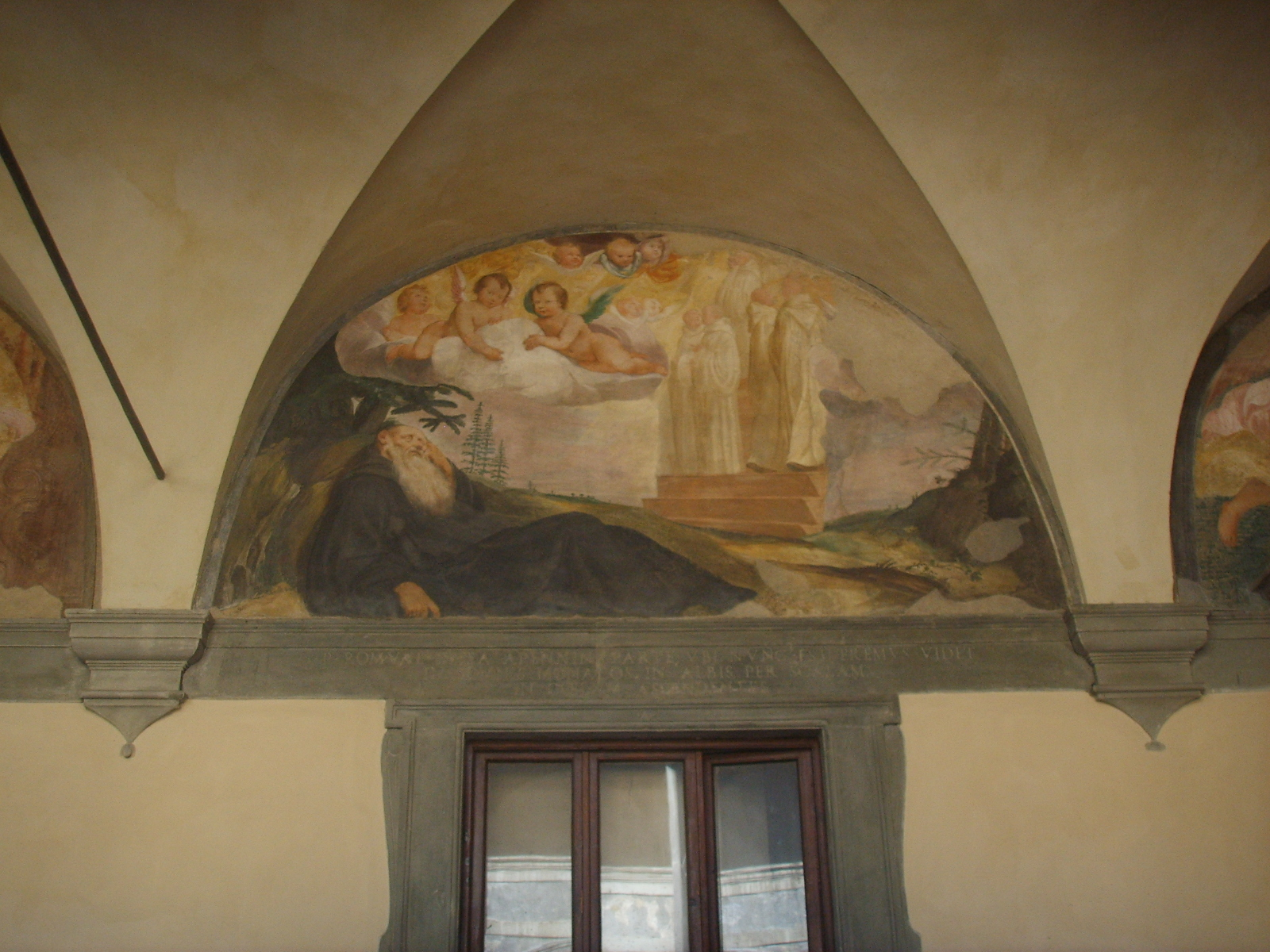
Donato Mascagni, Sogno di san Romualdo

Il chiostro della Sagrestia o degli Angeli è il secondo chiostro della chiesa di Santa Maria degli Angeli a Firenze: fu realizzato da Gherardo Silvani, ispirandosi probabilmente a disegni di Filippo Brunelleschi, ed è composto da archi a tutto sesto che creano un porticato sui quattro lati, al di sopra del quale si trova una loggetta architravata.

## Affreschi
Qui restano le lunette affrescate in larga parte da Bernardino Poccetti verso il 1601, ben conservate, dai colori vividi e dal tipico tratto netto del disegno dell'autore, che aveva anche affrescato due anni prima la cupola della cappella Ticci (1599). Le altre lunette furono dipinte da Donato Arsenio Mascagni e Bernardino Monaldi, mentre i busti in marmo sopra i portali, raffiguranti la Vergine, Santi e protettori dell'ordine camaldolese, vennero scolpiti da Giovanni Caccini e Pietro Francavilla. 
Le scene affrescate sono: 
- Lato meridionale:
  - Donato Mascagni, Veduta dell’Eremo di Camaldoli (1600) con il Busto di San Romualdo di Pietro Francavilla (1599)
  - Donato Mascagni, Un converso indica al giovane Romualdo l’apparizione del Beato Apollinare che incensa con un turibolo gli altari dell’abbazia di Classe (1600)
  - Donato Mascagni, I cenobiti classensi accolgono Romualdo nella comunità grazie all’intercessione del vescovo ravennate (1600)
  - Donato Mascagni, Pietro Orseolo, doge di Venezia, s’imbarca per la Francia insieme a San Romualdo e ai beati Guarino, Marino, e Giovanni Gradenigo (1600)
  - Donato Mascagni, San Romualdo, costretto dall’imperatore Ottone, accetta il governo dell’abbazia di Classe (1600)
  - Donato Mascagni e collaboratore, Sogno di San Romualdo (1600)
  - Collaboratore di Donato Mascagni (?), Angeli recanti corone (1600) e Busto del Beato Michele da Firenze di Giovanni Battista Caccini (1602)
- Lato occidentale
  - Collaboratore del Poccetti, Angeli in venerazione del busto di San Bonifacio (1601) e Busto di San Bonifacio di Giovanni Battista Caccini (1602)
  - Bernardino Poccetti, San Romualdo e Maolo, dopo la visione avuta da entrambi della scala celeste, parlano dell’edificazione dell’eremo di Camaldoli (1601)
  - Bernardino Poccetti, Angeli in venerazione del busto di San Giacomo (1601) e Busto di San Giacomo di Giovanni Battista Caccini
  - Bernardino Poccetti, Il vescovo di Arezzo e San Romualdo gettano le prime fondazioni dell’Eremo di Camaldoli (1601)
  - Bernardino Poccetti, Angeli che sollevano un drappo per mostrare il busto di San Pier Damiani (1601) e Busto di san Pier Damiani di Pietro Francavilla
- Lato settentrionale
  - Bernardino Monaldi, Angeli con libri che incorniciano il busto di Ambrogio Traversari (1601) e Busto di Ambrogio Traversari di Pietro Francavilla (1599)
  - Bernardino Monaldi, San Romualdo libera dal demonio un fanciullo con un pezzetto del suo pane (1601)
  - Bernardino Monaldi, L’Imperatore Enrico IV abbraccia con grande affetto San Romualdo e gli affida l’Abbazia del monte Amiata (1601)
  - Bernardino Monaldi, San Romualdo, rimasto isolato e privo di viveri a causa di una inondazione insieme ad un gruppo dei suoi monaci, riceve del cibo dal cielo (1601)
  - Bernardino Monaldi, San Romualdo salva un monaco che il demonio stava strangolando (1601)
  - Bernardino Monaldi, Il Diavolo in forma di un cane rosso tenta di far annegare san Romualdo spaventando il suo cavallo (1601)
  - Bernardino Monaldi, Angeli che aprono un tendaggio per mostrare il busto di San Benedetto (1601) e Busto di San Benedetto di Giovanni Battista Caccini (1598)
- Lato orientale
  - Bernardino Poccetti, Figure femminili allegoriche della Giustizia e Benignità o Bontà divina (1601) e Busto di Gesù Cristo di Giovanni Battista Caccini
  - Bernardino Poccetti, Creazione di Adamo
  - Bernardino Poccetti, Angeli in adorazione del busto di Dio Padre (1601) e Dio Padre di Giovanni Battista Caccini
  - Bernardino Poccetti, Creazione di Eva (1601)
  - Bernardino Poccetti, Figure allegoriche dell’Innocenza e della Verginità (1601) e Busto della Vergine di Giovanni Battista Caccini